# وی‌ای‌اف جی‌دی‌ای-۱۰ام
وی‌ای‌اف جی‌دی‌ای-۱۰ام (به انگلیسی: VEF JDA-10M) یک هواپیمای ساختِ کارخانهٔ وی‌ای‌اف در کشور لتونی است. نخستین استفاده‌کنندهٔ این هواپیما نیروی هوایی لتونی بوده‌است. این هواپیما برای نخستین بار در ۱۹۳۹ میلادی مورد استفاده قرار گرفت.